# 小行星4690
小行星4690（英語：4690 Strasbourg）是一颗围绕太阳公转的小行星。1983年1月9日，B. A. Skiff在可可尼诺县发现了此天体。
这颗小行星的绝对星等为105.4364283378162等。